# Джервуд, Фрэнк
Фрэнк Гарольд Джервуд (англ. Frank Harold Jerwood; 29 ноября 1885, Китли, Уэст-Йоркшир — 17 июля 1971, Лестер) — британский гребец, бронзовый призёр летних Олимпийских игр 1908.
На Играх 1908 в Лондоне Джервуд входил во второй экипаж восьмёрок Великобритании. Его команда сразу попала в полуфинал, где проиграла сборной Бельгии. Несмотря на это, она разделила третье место и получила бронзовые медали.